# Mini-VGA

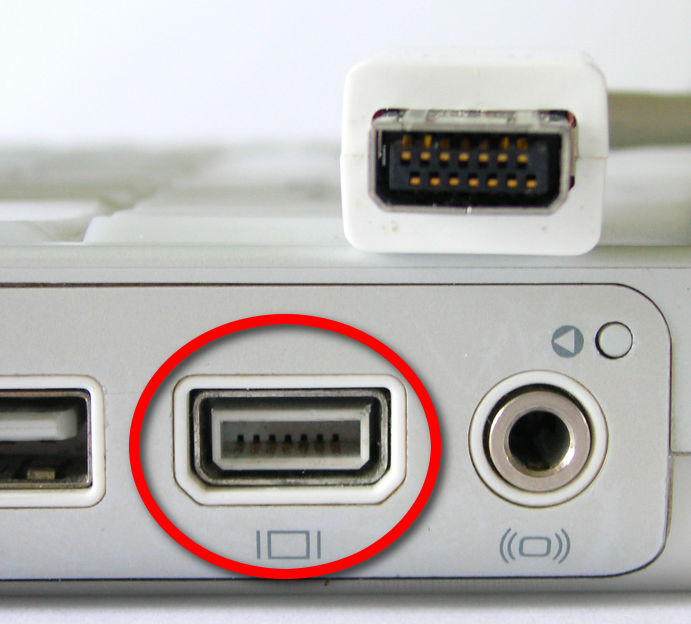
Prise Mini-VGA sur un iBook

Le connecteur Mini-VGA est utilisé sur des ordinateurs portables et d'autres systèmes à la place du connecteur VGA standard. En plus de sa taille compacte, le port mini-VGA permet aussi de sortir un signal composite et S-Video en plus du signal VGA grâce à l'EDID (Extended display identification data).
Les connecteurs mini-DVI et Mini DisplayPort ont largement remplacé le mini-VGA. Le Mini-VGA a été principalement utilisé sur les ordinateurs Apple (iBook, eMac, certains PowerBook (12 inch), et certains iMacs), mais aussi des ordinateurs portables Sony. La version HP du Mini-VGA a été utilisée sur les  HP Minis et HP TouchSmarts.

## Spécifications
Numérotation des broches :
| Broche | Mode VGA        | Mode TV         |
| ------ | --------------- | --------------- |
| 1      | Masse           | Masse           |
| 2      | VSync           | N.C.            |
| 3      | HSync           | N.C.            |
| 4      | Retour Rouge    | Masse           |
| 5      | Vidéo Rouge     | S-Video (C)     |
| 6      | Retour Vert     | Masse           |
| 7      | Vidéo Vert      | S-Video (Y)     |
| 8      | +5 V            | +5 V            |
| 9      | Vidéo Bleu      | Vidéo Composite |
| 10     | Données DDC     | Données DDC     |
| 11     | Horloge DDC     | Horloge DDC     |
| 12     | Masse           | Masse           |
| 13     | Détection Câble | Détection Câble |
| 14     | Retour Bleu     | Masse           |